# Lovro Anić
Lovro Anić (* 22. Juni 1997 in Osijek) ist ein kroatischer Fußballspieler.

## Karriere

### Verein
Anić begann seine Karriere beim NK Osijek. Im Mai 2015 debütierte er für die Profis von Osijek in der 1. HNL, als er am 35. Spieltag der Saison 2014/15 gegen den HNK Rijeka in der 72. Minute für Marin Glavaš eingewechselt wurde. Dies blieb sein einziger Saisoneinsatz. In der Saison 2015/16 kam er zu vier Einsätzen in der höchsten kroatischen Spielklasse, in denen er ohne Torerfolg blieb. In der Saison 2016/17 wurde er nicht eingesetzt.
Zur Saison 2017/18 wechselte er zur zweitklassigen Zweitmannschaft von Dinamo Zagreb. Für Dinamo II kam er in jener Saison zu 14 Einsätzen in der 2. HNL, in denen er ein Tor erzielte. Nachdem er in der Hinrunde der Saison 2018/19 zu keinem Einsatz gekommen war, wurde er im Februar 2019 an den Ligakonkurrenten NK Lučko Zagreb verliehen. Für Lučko absolvierte er sechs Spiele in der 2. HNL.
Im Juli 2019 absolvierte er ein Probetraining bei der Zweitmannschaft des österreichischen Bundesligisten FK Austria Wien. Einen Monat später wurde dann sein Wechsel zum heimischen Drittligisten NK Belišće verkündet.

### Nationalmannschaft
Anić absolvierte 2011 zwei Spiele für die kroatische U-14-Auswahl. Im Mai 2012 kam er zu einem Einsatz für das U-15-Team. Im Mai 2015 absolvierte er zwei Spiele gegen Rumänien für die U-18-Mannschaft.
Zwischen Februar und April 2016 kam er zu fünf Einsätzen für die U-19-Auswahl.